# Большедербышкинский сельсовет
Большедербышкинский сельсовет (Больше-Дербышкинский, тат. Олы Дәрвишләр авыл советы (шурасы), Olı Därwişlär awıl sovetı (şurası)) — административно-территориальная единица в Казанской губернии, Татарской АССР и Республике Татарстан. 
Административный центр — село Большие Дербышки.

## История
Больше-Дербышкинский сельсовет был образован в 1919 году в составе Собакинской (Калининской) волости Казанского уезда той же губернии. С 1920 года в составе Собакинской (Калининской) волости Арского кантона Татарской АССР; в результате укрупнения волостей в 1924 году отошёл к Воскресенской волости. После её упразднения в 1927 году вошёл в состав Казанского района.
После укрупнения сельсоветов в Казанском районе в 1932 году в состав сельсовета был включён Мало-Дербышкинский сельсовет за исключением посёлка Нокса а в 1933 году следующем году в состав сельсовета включается и Кульсеитовский сельсовет; не позднее 1935 года посёлок Чингис передаётся Киндерскому сельсовету. В 1930-е годы на территории сельсовета возникает посёлок завода № 237, который в 1940 году входит в состав Казани.
В 1950 году перечислен в состав Высокогорского района. На 1956 год сельсовет состоял из 5 населённых пунктов: посёлок Акинская Поляна, село Большие Дербышки, посёлок дома отдыха Крутушка, посёлок ж/д станции Дербышки, село Кульсеитово, деревня Малые Дербышки.
В рамках всесоюзной административно-территориальной реформы в 1963 году оказался в составе Зеленодольского укрупнённого сельского района; в том же году посёлок железнодорожной станции Дербышки был включён в состав Казани. С 1965 года вновь в составе Высокогорского района.
В 1984 году передан в административное подчинение Советскому райсовету Казани.
В 1998 году в состав Казани были включены Большие и Малые Дербышки, а в 2001 году — посёлок санатория Крутушка. К 2002 году сельсовет состоял из одного населённого пункта (Акинская Поляна).
Упразднён в 2005 году, когда последний населённый пункт в его составе был включён в состав Казани.

## Колхозы
В 1950 на территории сельсовета действовали 3 колхоза: 
- им. газеты «Правда» (Большие Дербышки),
- имени ОГПУ (Малые Дербышки),
- «Луч Октября» (Акинская Поляна);

К 1956 году остался лишь первый.